# Заветный камень
«Заве́тный ка́мень» — популярная песня композитора Бориса Мокроусова на стихи Александра Жарова, написанная в 1943 году. Изначально песня была известна под названием «Камень Севастополя», также встречаются названия «Черноморская легенда» и «Последний матрос Севастополь покинул». Сюжет произведения связан с очерком Леонида Соловьёва, напечатанным в газете «Красный флот» в июле 1943 года. Ноты и текст песни были опубликованы в газете «Красная звезда» в январе 1944 года, её первыми исполнителями были Георгий Абрамов и Леонид Утёсов.
Музыковед Арнольд Сохор отмечал, что отличительная черта песни «Заветный камень» состоит «во взаимопроникновении и теснейшем слиянии повествовательности и лиризма». Музыковед Лев Данилевич причислял песню «Заветный камень» к числу «выдающихся образцов песенной героики», а причину её большой популярности видел в том, что она воспринимается не только как песня о Севастополе, но и как «воплощение героизма всех советских людей». Композитор Исаак Дунаевский называл «Заветный камень» «лучшей песней о войне». Певец Леонид Утёсов, высоко ценивший эту песню и долго сохранявший её в своём репертуаре, говорил: «Есть у нас Царь-пушка, есть Царь-колокол, и есть у нас Царь-песня — „Заветный камень“».

## История

### Создание песни
Холодные волны вздымает лавиной

Широкое Чёрное море.

Последний матрос Севастополь покинул,

Уходит он, с волнами споря…

И грозный солёный бушующий вал

О шлюпку волну за волной разбивал…

В туманной дали

Не видно земли.

Ушли далеко корабли.
В июле 1941 года, вскоре после начала Великой Отечественной войны, композитор Борис Мокроусов был призван на Черноморский флот и проходил службу в Севастополе. Там он встретился с поэтом Александром Жаровым, вместе с которым они задумали создать песню о моряках, защищавших этот город. Жаров рассказывал, что их встреча произошла в бомбоубежище, оборудованном в подвале недалеко от Графской пристани. По словам поэта, Мокроусов считал, что песня должна быть «широкая, эпическая, сдержанно-торжественная, как баллада», уже в то время предвещающая победу над врагами, но при этом она должна «нести в себе горькую правду первого периода войны». Жаров предложил начальные строки будущей песни — «Холодные волны вздымает лавиной широкое Чёрное море…». Тем не менее работа над песней была прервана в самом начале, так как Жаров был переведён на Северный флот, а Мокроусов оставался в Севастополе до осени, после чего был отозван из осаждённого города в политуправление флота.
Осадное положение в Севастополе было объявлено 29 октября 1941 года, а оборона города продолжалась до начала июля 1942 года. Севастополь оставался под контролем немецких войск до мая 1944 года, когда он был освобождён советскими войсками в результате Крымской наступательной операции.
Летом 1943 года Борис Мокроусов прочитал очерк Леонида Соловьёва «Севастопольский камень» (по другим сведениям, очерк назывался «Легенда Чёрного моря» или «Черноморская легенда»), опубликованный в газете «Красный флот» в июле 1943 года. В нём рассказывалось о том, как четверо моряков несколько дней плыли на шлюпке по Чёрному морю из захваченного немецкими войсками Севастополя в сторону Туапсе. Один из них был смертельно ранен. Умирая, он держал в руке небольшой кусочек гранита, отбитый снарядом от парапета севастопольской набережной. Покидая Севастополь, он дал себе клятву вернуться в освобождённый от захватчиков город и положить камень на место. Перед смертью он передал этот камень товарищам с наказом, чтобы они выполнили его клятву. Этот камень, как реликвия, передавался из рук в руки, и каждый, к кому он переходил, клялся выполнить наказ безымянного моряка.
В том же 1943 году Мокроусов встретился с Жаровым и рассказал о прочитанном им очерке. Поэт вспоминал: «Оба мы горячо приняли к сердцу эту невыдуманную историю о севастопольском камне. Она воодушевила нас на песню, которую мы так и назвали: „Камень Севастополя“». Работа над песней проходила в Москве и, по воспоминаниям Жарова, заняла около двух недель.

### После создания

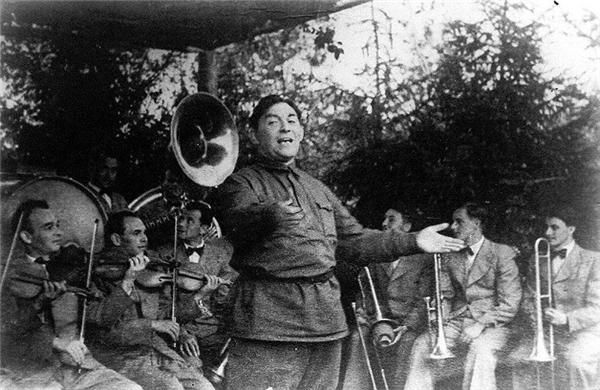
Один из первых исполнителей песни Леонид Утёсов (фотография 1942 года)

В октябре 1943 года песня была напечатана в виде репертуарных листовок для художественной самодеятельности. Подготовив текст и ноты песни для газетной публикации, Мокроусов и Жаров отнесли их в редакцию «Красного флота». Композитор исполнил песню в присутствии сотрудников, она им понравилась, но у них появились сомнения: «Не рано ли выступать с ней? С одной стороны, песня драматична, а с другой, очень категорична в предсказании нашей победы в Севастополе». Члены редакции хотели взять текст песни у авторов, чтобы обсудить его в Главном политическом управлении Военно-морского флота. Под предлогом необходимости небольшой доработки авторы текст не оставили, а тут же направились с ним в газету «Красная звезда». Там, в библиотечной комнате редакции, Мокроусов опять спел песню, причём сделал это дважды. Сомнения, появившиеся у слушателей, пресёк главный редактор: «Никаких „но“! Готовьте её, дадим в номер». Таким образом, 9 января 1944 года песня «Камень Севастополя» вместе с нотами была опубликована в газете «Красная звезда», № 8 (5688).

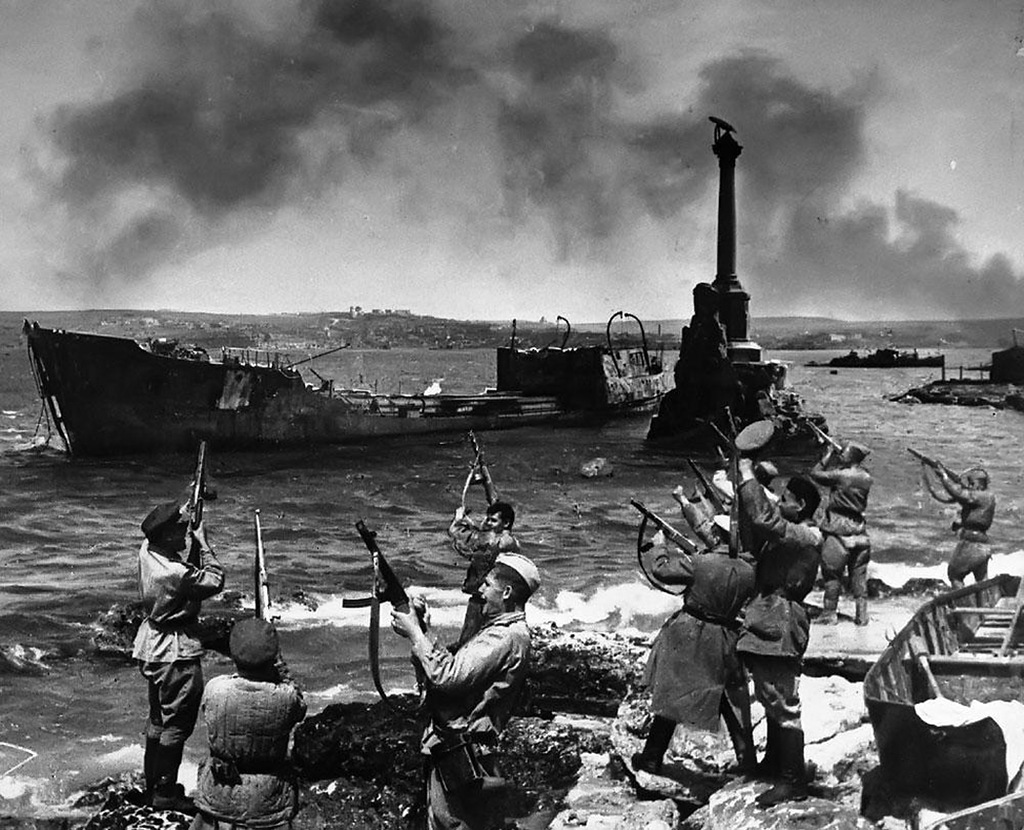
В освобождённом Севастополе (фотография 1944 года)

Первым исполнителем песни «Заветный камень» был певец Георгий Абрамов. Песня была передана по радио, но, по словам Жарова, «она не прозвучала так, как этого нам хотелось». Поэт вспоминал, что «настоящий успех пришёл после того, как песню исполнил Леонид Утёсов», поскольку «именно он — на эстраде и по радио — сумел по-настоящему донести её до слушателя». Песня «Заветный камень» многократно исполнялась Утёсовым и его оркестром во время поездок на фронт — солдаты восторженно принимали её и просили переписать слова. Оркестранты, у которых была только нотная бумага, по ночам записывали на ней текст песни, чтобы на следующем концерте раздать слушателям. В 1944 году были выпущены грампластинки с двумя разными записями «Заветного камня», сначала в исполнении Георгия Абрамова, а затем — Леонида Утёсова.
Александр Жаров рассказывал, что ему довелось быть в Севастополе в июле 1944 года, когда после освобождения от захватчиков в него входили советские войска. Он был очень обрадован, услышав, как один из входящих в город отрядов морской пехоты распевал песню «Заветный камень». По его словам, ему предъявили шутливую претензию по поводу одного из куплетов, который был написан в будущем времени: «Взойдёт на утёс черноморский матрос, кто Родине новую славу принёс». После этого Жаров изменил время на прошедшее: «Взошёл на утёс черноморский матрос…», и с тех пор этот куплет исполнялся именно в этом варианте.
За создание песен «Заветный камень», «О родной земле», «Одинокая гармонь» и «Хороши весной в саду цветочки…» Борису Мокроусову в 1948 году была присуждена Сталинская премия 2-й степени. Указ Совета министров СССР «О присуждении Сталинских премий за выдающиеся работы в области искусства за 1947 год» был опубликован в газете «Правда» от 21 апреля 1948 года.

## Отзывы
Один из первых исполнителей песни Леонид Утёсов вспоминал: «Когда я услышал „Заветный камень“, меня эта песня необычайно взволновала. Взволновала потому, что это рассказ о судьбе человека, о мужестве наших моряков, о вере в победу…» Он писал, что «это песня не только сегодняшнего дня, она и в будущем будет принадлежать людям». Утёсов высоко ценил эту песню и долго хранил её в своём репертуаре. Представляя её в своём последнем телевыступлении, он говорил: «Есть у нас Царь-пушка, есть Царь-колокол, и есть у нас Царь-песня — „Заветный камень“».
Обсуждая жанр «Заветного камня», музыковед Арнольд Сохор писал: «Песню Мокроусова называли то „песней мести“, то „лирической“. Однако ни одно из этих наименований не отвечает полностью её природе. Правильнее определил её жанр сам автор, назвав её „легендой“ и отнеся её, таким образом, к повествовательным песням». При этом, отмечал Сохор, «особенность песни „Заветный камень“ — во взаимопроникновении и теснейшем слиянии повествовательности и лиризма».
Музыковед Лев Данилевич причислял песню «Заветный камень» к числу «выдающихся образцов песенной героики», ставя её в один ряд со «Священной войной» Александра Александрова и Василия Лебедева-Кумача. По мнению Данилевича, причина большой популярности «Заветного камня» состоит в том, что это произведение воспринимается не только как песня о Севастополе, но и как «воплощение героизма всех советских людей, защищавших родную землю».
Поэт Марк Лисянский писал, что музыка «Заветного камня» производит «большое, ошеломляющее впечатление». По словам Лисянского, «широкая могучая мелодия, в которой бьётся богатырская матросская душа и шумит солёный морской ветер», захватывает слушателя и наполняет его «мужеством и силой, гордостью и верой в человека». Лисянский вспоминал, что вскоре после окончания Великой Отечественной войны на одном из собраний, посвящённых обсуждению советских песен, композитор Исаак Дунаевский назвал «Заветный камень» Мокроусова и Жарова «лучшей песней о войне».
В очерке о творчестве Бориса Мокроусова музыковед Ноэми Михайловская писала, что баллада «Заветный камень» стоит на стыке патриотических песен и песен-сказов. По словам Михайловской, музыка песни «воссоздаёт образ сурово-мужественной, стойкой, как скала, твердыни», который лепится «предельно скупыми средствами». Михайловская отмечала, что с самых первых тактов мелодия и аккомпанемент ассоциируются с картиной бушующего моря, «вздыбленные волны лавиной накатываются на неприступную стену, яростно бьются об неё, откатываются, наступают снова и снова», при этом если в самом начале песни доминирует сурово-скорбный тон, то в её конце «главенствует утверждающе-волевая интонация».

## Исполнители
За свою историю, начиная с исполнений Георгия Абрамова и Леонида Утёсова, песня «Заветный камень» входила в репертуар многих известных певцов и певиц, таких как Ефрем Флакс, Марк Рейзен, Борис Гмыря, Мария Максакова, Александр Пирогов, Иван Шмелёв, Марк Решетин, Иосиф Кобзон, Людмила Зыкина, Людмила Гурченко, Юрий Богатиков, Евгений Нестеренко, Борис Зайцев, Дмитрий Хворостовский, Олег Погудин и другие. Певец Эдуард Хиль вспоминал, что песня «Заветный камень» была первой, которую он спел со сцены, — это произошло в 1949 году в Ленинграде, во время его учёбы в полиграфическом техникуме; в качестве приза за выступление он получил пачку печенья. Актёр Максим Аверин исполнил песню «Заветный камень» в одном из эпизодов телесериала «Горюнов».